# Carta de ordem
Carta de ordem é um instrumento processual pelo qual uma autoridade judiciária determina a outra hierarquicamente inferior a prática de determinado ato processual material necessário à continuação do processo que se encontra perante o órgão superior. 
Na estrutura judiciária da Constituição brasileira de 1988, podem ser expedidas pelos Tribunais de Justiça dos Estados e do Distrito Federal, bem como pelos Tribunais Regionais Eleitorais, do Trabalho e Federais, em relação aos juízes de primeiro grau a eles vinculados, bem como dirigidas pelos Tribunais Superiores (Eleitoral, Militar e do Trabalho) e de superposição (Superior Tribunal de Justiça e Supremo Tribunal Federal) a qualquer órgão judiciário sujeito à sua autoridade.